# Hesperapis wilmattae
Hesperapis wilmattae är en biart som beskrevs av Cockerell 1933. Hesperapis wilmattae ingår i släktet Hesperapis och familjen sommarbin. Inga underarter finns listade i Catalogue of Life.